# Mladi mjesec (2009.)
Mladi mjesec ili Sumrak saga: Mladi mjesec (eng. New moon) je romantično-fantastični film koji je u kina stigao 20. studenog 2009. Film je baziran na istoimenoj knjizi poznate američke autorice Stephenie Meyer te predstavlja nastavak filma Sumrak iz 2008., baziranog na prvoj knjizi. Redatelj je Chris Weitz, a glumačku postavu čine Kristen Stewart, Robert Pattison, Taylor Lautner i Ashley Greene. Melissa Rosenberg je i dalje scenaristica. Ona je, tijekom prvih tjedana Sumraka u kinima, predala skicu scenarija za Mladi mjesec. Summit Entertainment je u studenom 2008. dao dozvolu za nastavak, zbog uspjeha Sumraka.

## Radnja
| Što učiniti... kad te jedino za što živiš ostavi? — Slogan filma |

Film se nastavlja samo par mjeseci nakon svršetka prvog djela. 13. je rujna. Isabella "Bella" Swan (Kristen Stewart) slavi osamnaesti rođendan i postaje zauvijek "starija" od vječno sedamnaestogodišnjeg Edwarda Cullena (Robert Pattison). Edward i njegova obitelj priređuju joj rođendansku zabavu. Odmotavajući dar, Bella se poreže na papir, zbog čega se Jasper Cullen (Jackson Rathbone), najmlađi "vegetarijanski" vampir u prostoriji, zaleti prema njoj. Edward ju baca unazad te istovremeno, udarcem baca Jaspera preko cijele sobe, na klavir. Kako bi je zaštitio, Edward je pozdravlja, kaže da ga Bella više nikad neće vidjeti te zajedno s obitelji napušta Forks, uklonivši prethodno sve dokaze da su ikad postojali. Bella pada u tešku depresiju koja traje sljedećih par mjeseci. Charlie Swan (Billy Burke), vidjevši da mu kćer pati, pokušava natjerati Bellu da se druži s vršnjacima. Bella pretpostavlja da Charlie ne želi da se ona vucara po kući pa smišlja plan da izgleda normalno, kako je otac ne bi više gnjavio.
U sljedećim mjesecima, Bella shvaća da joj opasne aktivnosti, kao na primjer vožnja motora, omogućavaju da čuje Edwardov glas u glavi i vidi njegove halucinacije. Tješi je i sve veće prijateljstvo s Jacobom Blackom (Taylor Lautner), koji joj smanjuje bol gubitka Edwarda. Bella otkrije da je Jacob vukodlak. On i njegovi prijatelji vukodlaci štite Bellu od vampira Laurenta (Edi Gathegi) i Victorije (Rachelle Lefevre), koja traži osvetu za smrt svog partnera, Jamesa, kojeg su Cullenovi ubili u Sumraku.
Niz krivih informacija uzrokuje da Edward misli da se Bella ubila. Shrvan tugom, leti u Italiju, Volturima, drevnom klanu vampira, koji su jedini sposobni ubiti ga, kako bi ih isprovocirao da to i učine. Alice (Ashley Greene) i Bella potom stižu u Italiju točno na vrijeme da bi ga spriječili u svojoj namjeri. Prije odlaska, Volturi kažu Edwardu da ljudsko biće koje je svjesno postojanja vampira mora ili umrijeti ili postati vampir. Kad se vrate u Forks, Edward kaže Belli da ju je samo htio zaštititi. Ona mu oprašta, a Culleni, na Bellino odobravanje, a Edwardovo neodobravanje, glasaju hoće li Bellu pretvoriti u vampira. No Edward daje Belli izbor: može zamoliti Carlislea (Peter Facinelli) da je pretvori nakon maturiranja ili će je Edward osobno pretvoriti u vampira uz uvjet da se uda za njega.

## Produkcija

### Razvoj
U studenom 2008., Summit Ent. je objavio da je dobio prava za ekranizaciju preostalih knjiga: Mladog mjeseca, Pomrčine i Praskozorja. Jedan dan nakon što je Sumrak došao u kina, Summit Ent. je objavio da će početi raditi na Mladom mjesecu. "Mislim da niti jedan drugi autor nije imao pozitivnije iskustvo s tvorcima filmske ekranizacije, kao što sam ja imala sa Summit Entertainmentom.", rekla je S. Meyer. Scenaristica je radila na scenariju za Mladi mjesec i prije no što je Sumrak došao u kina, a predala ga je samo par dana nakon što je Sumrak došao u kina.
U prosincu je objavljeno da redateljica Catherine Hardwicke neće režirati nastavak, rekavši da su vremenska ograničenja razlog napuštanja projekta. 13. prosinca 2008. objavljeno je da će Chris Weitz, redatelj Zlatnog kompasa i su-redatelj Američke pite, režirati Mladi mjesec.

### Podjela uloga
Zbog velikih fizičkih promjena koje Jacob Black doživljava u Mladom mjesecu, redatelj ga je htio zamijeniti s glumcem koji bi bolje dočarao "novog, većeg Jacoba Blacka". Lautner je zato trenirao i dobio 14 kilograma. U siječnju 2009. je objavljeno da će Lautner ipak glumiti Jacoba Blacka. Kristen Stewart je rekla da je Taylor fizički potpuno druga osoba.
U ožujku 2009., Summit Ent. je objavio glumce koji će glumiti "čopor" uz Lautnera. Podjelu uloga za ostatak plemena Quileute je organizirao direktor za podjelu uloga Rene Haynes, koji je radio na filmovima s mnogo indijanskih glumaca, kao npr. Ples s vukovima. Audicija je održana i u Vancouveru, Kanada, u veljači 2009., tražeći "glumce indijanskog/aboridžinskog podrijetla između petnaest i dvadeset i pet godina."
Pričavši o Michaelu Sheenu, redatelj Chris Weitz kaže da je "agresivno" tražio glumca" i opisao lika kao "izvana vrlo gracioznog i prijateljskog, a iznutra je velika prijetnja." Otkriveno je i da je Jamie-Campbell Bower počeo snimati svoje scene u lipnju 2009. Kad su ga pitali o ulozi Caiusa, rekao je "Nisam čitao knjige, no velika je to (saga Sumraka) stvar za sudjelovanje..."

### Snimanje
Pre-produkcija za Mladi mjesec počela je u prosincu 2008. Snimanje je trebalo početi 23. ožujka 2009. u Vancouveru (Kanada), no počelo je par dana ranije. David Thompson Secondary School je poslužila kao lokacija za scene srednje škole u filmu. U svibnju 2009. su se snimale scene u gradu Montepulciano u Italiji.

### Glazba
Glazbu sklada Alexandre Desplat. Redatelj je s Desplatom radio na filmu Zlatni kompas. Bend Paramore koji je imao dvije pjesme u Sumraku neće doprinijeti i u Mladom mjesecu. Weitz kaže da će muzika imati pjesme Radioheada, Musea i Band of Skullsa.
26. srpnja 2009.,Jeph Howard iz benda The Used je na Twitteru rekao da on i njegov bend u studiju snimaju glazbu za Mladi mjesec.

## Glumačka postava
- Kristen Stewart - Bella Swan, tinejdžerka koja je zapala u duboku depresiju nakon što ju je njena prava ljubav, Edward Cullen, ostavio. Njeno prijateljstvo s Jacob Blackom se proširilo kada je otkrila da je on taj koji joj je zakrpao rupu na srcu koju je ostavio Edward.
- Robert Pattinson - Edward Cullen, Bellin dečko vampir koji ju je napušta kako bi je zaštitio. Odlazi iz grada, no na kraju filma se vraća.
- Taylor Lautner - Jacob Black,  veseli prijatelj koji smanjuje Bellinu bol. Otkriva Belli da je pripadnik vukodlaka čiji je glavni zadatak zaštiti ljude od vampira te preuzima odgovornost štićenja Belle od vampira Laurenta i Victorije.
- Ashley Greene - Alice Cullen, član obitelji Cullen koja može vidjeti "subjektivne" vizije budućnosti. Bellina prijateljica.
- Rachelle Lefevre - Victoria Sutherland, nemilosrdna vampirica koja želi osvetit svoju ljubav, James. Ovo će biti njeno zadnje pojavljivanje kao ovaj lik zato što je u nastavku, Pomrčina, zamijenjena s glumicom Bryce Dallas Howard.
- Billy Burke - Charlie Swan, Bellin otac i zapovjednik policije u gradu Forks.
- Peter Facinelli - Carlisle Cullen, vođa i figura oca obitelji Cullen.
- Nikki Reed - Rosalie Hale, član obitelji Cullen.
- Kellan Lutz - Emmett Cullen, član obitelji Cullen.
- Jackson Rathbone as Jasper Hale, član obitelji Cullen.
- Anna Kendrick - Jessica Stanley, Bellina prijateljica.
- Michael Sheen - Aro, vođa drevnog talijanskog vampirskog konja poznatog kao Volturi
- Dakota Fanning - Jane, čuvar Voltura koja ima posebnu sposobnost mučenja ljudi sa svojim iluzijama boli.
- Elizabeth Reaser - Esme Cullen, Carlisls žena i figura majke obitelji Cullen.
- Edi Gathegi - Laurent Da Revin, vampir koji želi ubiti Bellu.
- Noot Seear - Heidi, vodi turiste Volturima.
- Michael Welch - Mike Newton, zaljubljen u Bellu, boji se akcijskih filmova
- Chaske Spencer - Sam Uley
- Tyson Houseman -Quil Ateara
- Kiowa Gordon - Embry Call
- Alex Meraz - Paul Lahote
- Bronson Pelletier - Jared Cameron]
- Graham Greene - Harry Clearwater
- Gil Birmingham - Billy Black
- Christian Serratos - Angela Weber
- Justin Chon - Eric Yorkie
- Tinsel Korey - Emily Young
- Jamie Campbell Bower - Caius
- Christopher Heyerdahl - Marcus
- Justine Wachsberger - Gianna
- Cameron Bright - Alec
- Charlie Bewley - Demetri
- Daniel Cudmore - Felix

## Marketing
Prvi je promocionalni poster pušten 19. svibnja 2009. 31. svibnja su Robert Pattinson, Kristen Stewart, and Taylor Lautner otkrili reklamu za film na MTV Movie Awards. Na Comic-con-u u San Diegu (2009.) predstavljeni su dijelovi scena kad Bella vozi motor i scena u Italiji.

## Nastavak
Summit je odobrio ekranizaciju Pomrčine, trećeg romana, u veljači 2009. Datum izlaska trećeg dijela je 30. lipnja 2010. Proglašeno je da će redatelj umjesto Chrisa Weitza biti David Slade.
Victoriu će, umjesto Rachelle Lefèvre u Sumraku i Mladom mjesecu, ubuduće glumiti Bryce Dallas Howard.

## Vanjske poveznice
- Službena stranica  Arhivirana inačica izvorne stranice od 11. veljače 2010. (Wayback Machine)
- Službeni foršpan  Arhivirana inačica izvorne stranice od 6. rujna 2009. (Wayback Machine)